# أيفي لو ليتفينوف
أيفي لو ليتفينوف (بالإنجليزية: Ivy Low Litvinov)‏ (4 يونيو 1889، لندن في المملكة المتحدة - 16 أبريل 1977 في المملكة المتحدة)؛ مترجمة، كاتِبة وروائية سوفيتية-بريطانية.